# Das Jerico Projekt
Das Jerico Projekt, alternativ auch untertitelt mit Im Kopf des Killers, originalbetitelt Criminal, ist ein US-amerikanisch-britischer Actionfilm von Ariel Vromen nach einem Drehbuch von Douglas Cook und David Weisberg, der am 15. April 2016 in die britischen und US-amerikanischen Kinos kam. In Deutschland erschien er am 30. September 2016 direkt auf DVD und Blu-ray. Für die Hauptdarsteller Kevin Costner, Gary Oldman und Tommy Lee Jones ist es die zweite Zusammenarbeit nach JFK – Tatort Dallas (1991).

## Handlung
Um einen teuflischen Plan zu verhindern, der das Leben der Menschen in Washington, Berlin und Peking in Gefahr bringt, werden dem inhaftierten Schwerverbrecher Jerico Stewart, einem skrupellosen Killer ohne Empathie, die letzten Erinnerungen des kürzlich ermordeten CIA-Agenten Bill Pope implantiert, um dessen letzte Aktivitäten und Kontakte nachvollziehen zu können. Dadurch sollen seine Geheimnisse enthüllt werden. Die letzten Hoffnungen der CIA ruhen nun auf dem Geist eines Kriminellen.
Bill Pope war in London in Verhandlung mit dem Computer-Hacker Jan Strook, Spitzname „The Dutchman“, der in das Computernetz des amerikanischen Nuklearraketensystems eindringen konnte. Er hat alle wichtigen Befehle herausbekommen und kann damit alle Nuklearraketen der USA beliebig starten.
Der Geschäftsmann Xavier Heimdahl möchte an diese Daten gelangen und schickt seine Leute unter Führung der deutschen ehemaligen Agentin Elsa Mueller aus, um die Übergabe der Daten von Strook an Pope zu verhindern. Pope, der für Strook eine große Tasche mit Geld und einer neuen Identität bei sich hat, wird von Heimdahls Leuten gefangen genommen. Heimdahl foltert Pope bis zu seinem Tode, um den Aufenthaltsort von Strook heraus zu bekommen.
Pope ist körperlich tot, aber seine Gehirnströme werden noch medizinisch aufrechterhalten. Die CIA wendet sich an den von ihr finanzierten Dr. Franks, der Gehirnströme eines toten Tiers auf ein lebendiges übertragen kann. Er wird mit seinem Team und Jerico Stewart nach London geflogen. Jerico scheint der einzige Mensch zu sein, bei dem diese Übertragung möglich ist. Als Kind hat er einen Gehirnschaden erlitten, der die Voraussetzung für dieses Experiment schafft.
Die Übertragung der Gehirnströme scheint im ersten Moment erfolgreich zu sein, aber Jerico gibt dem CIA-Leiter Wells keine Informationen. Frustriert lässt dieser Jerico wegbringen.
Jerico kann fliehen und immer mehr Erinnerungen von Pope überfluten ihn. Da er auch die Geldtasche für Strook sieht, ist es sein Ziel, an diese zu gelangen und damit zu fliehen. Im Haus der Ehefrau von Pope sucht er zuerst nach dieser Tasche, findet sie aber nicht. Da er immer wieder Kopfschmerzen bekommt, sucht er Dr. Franks auf, der ihm weitere Tabletten gegen diese Schmerzen beschaffen soll. Die CIA hat diesen Schritt geahnt und Kontakt mit Dr. Franks aufgenommen. Sie kann Jerico orten und wieder gefangen nehmen.
Jerico merkt, dass er nicht nur die reinen Erinnerungen von Pope hat, sondern dass diese bei ihm auch bisher nicht gekannte Emotionen wie Mitgefühl und Mitmenschlichkeit hervorrufen, aber auch einige Fähigkeiten, wie die Kenntnis bestimmter Fremdsprachen. Die CIA hat dies auch registriert und will nun, dass Jerico sie zu Strook bringt.
Heimdahl hat sich bei der CIA eingehackt und kann die Verfolgung und Festnahme von Jerico mitverfolgen. Er schickt sein Team, um Jerico zu kidnappen, als die CIA mit ihm auf der Fahrt zu Strook ist. Jerico kann entkommen und flieht zu Jill Pope. Er kann sie überzeugen, dass er einen großen Teil des Gedächtnisses ihres verstorbenen Mannes übernommen hat. Zwischen Jerico, Jill und deren Tochter entsteht eine emotionale Bindung. Im Gespräch mit Jill kann Jerico sich erinnern, wo die Geldtasche steht, und verspricht ihr, mit dieser wiederzukommen. Heimdahl findet inzwischen heraus, wo Jerico sich befindet, und nimmt Jill und ihre Tochter als Geiseln.
In der Zwischenzeit hat Strook Kontakt mit dem russischen Geheimdienst aufgenommen, da Pope nicht wie versprochen mit dem Geld und der neuen Identität zu ihm gekommen ist. Zwischendurch demonstriert er seine Möglichkeiten, indem er eine Rakete von einem amerikanischen U-Boot starten lässt, sie aber sofort wieder zerstört.
Die CIA verfolgt die russischen Agenten, die zum Unterschlupf von Strook gehen, während Jerico mit Heimdahl und seinen Leuten das gleiche vorhaben. Alle gehen in Richtung einer Universität, wo sich Strook versteckt hält. Dort kommt es zu einer Schießerei zwischen den russischen und den amerikanischen Agenten. Das Chaos nutzt Jerico, um alleine zu Strook zu gelangen. Er überredet Strook, das Abschussprogramm zu manipulieren, bis beide von Elsa Mueller gestört werden. Diese schießt auf Jerico und nimmt den USB-Stick mit entscheidenden Informationen an sich. Da sie Strook nun nicht mehr benötigt, erschießt sie ihn. Jerico kann sich trotz Schussverletzung gegen Mueller wehren und erschlägt sie. Er ist jetzt im Besitz des USB-Sticks und nimmt Kontakt mit Heimdahl auf.
Trotz mehrerer Drohungen von Seiten Wells und einer Verfolgung durch die Polizei will Jerico den USB-Stick zu Heimdahl bringen, um Jill und ihre Tochter zu befreien. Heimdahl verletzt Jerico schwer und kann mit dem Stick mit seinem Flugzeug vor der CIA fliehen. Heimdahl möchte es Jerico heimzahlen und nutzt das Programm, um eine Rakete auf dessen Standort abzuschießen. Doch Heimdahl weiß nicht, dass Strook auf Anweisungen von Jerico das Programm so geändert hat, dass die Rakete dort hinfliegt, von wo sie den Befehl zum Starten bekommen hat. Die Rakete zerstört das Flugzeug von Heimdahl.
Mehrere Monate später sieht man den wiedergenesenen Jerico an einem Strand stehen. Es ist nicht klar, ob er die Erinnerungen von Pope und ihre positiven Nebenwirkungen behalten hat. Dr. Franks schickt Jill und ihre Tochter zu Jerico, da dies der Strand war, wo sich beide mit Bill oft aufgehalten haben. Der Versuch funktioniert, da Jerico sich mit den Gedanken von Bill erinnern kann und nun als neuer Mensch in die Gesellschaft integriert werden kann.

## Produktion

### Produktionsgeschichte
Am 20. Juni 2013 wurde bekanntgegeben, dass Millennium Films ein Drehbuch zum Film von Douglas Cook und David Weisberg erworben hat. J.C. Spink, Chris Bender, Matthew O’Toole und Gill sollten den Film produzieren. Am 13. September benannte Millennium Ariel Vromen als Regisseur des Films.

### Besetzung
Am 17. Juni 2014 wurde Kevin Costner als Teil der Besetzung bekanntgegeben. Am 10. Juli wurde publik, dass Gary Oldman in Gesprächen ist, im Film die Rolle des Chefs der CIA zu spielen. Am 23. Juli wurde Tommy Lee Jones als Wissenschaftler Dr. Franks und auch Oldmans Teilnahme bestätigt. Im August traten Ryan Reynolds, Alice Eve, Jordi Mollà, und Gal Gadot dem Cast bei, im September Antje Traue.

### Dreharbeiten
Die Dreharbeiten begannen am 4. September 2014 in London, unter anderem in East Sussex. Einige Schauspieler und Crew-Mitglieder wurden außerdem bei Dreharbeiten in der King’s Road in Kingston gesehen. Vom 22. bis 25. September wurden einige Auto- und Helikopterszenen in Yateley, Hampshire am Blackbushe Airport gedreht. Außerdem sollte im Croydon College in Croydon gedreht werden, wobei das Gebäude als medizinisches Forschungslabor und CIA-Zentrale dienen soll. Im Oktober 2014 errichtete eine Spezialfirma einen sogenannten Cleanroom, eine Art mobilen Operationssaal, in der Surrey Quays Road in London für die Szene, in der Tommy Lee Jones die Operation an Kevin Costner vornimmt. Am 23. Oktober wurden weitere Autoszenen mit Kevin Costner in White’s Row in East London aufgenommen. Gefilmt wurde außerdem in der Bibliothek der SOAS University of London.

### Filmmusik
Am 9. Dezember 2014 wurde zunächst bekanntgegeben, dass Haim Mazar die Musik zum Film komponieren sollte. Am 10. Juni 2015 wurde allerdings im Film Music Reporter berichtet, das stattdessen Brian Tyler und Keith Power die Filmmusik schreiben sollen. Der Soundtrack zum Film umfasst 19 Lieder, wurde am 15. April 2016 in digitaler Version veröffentlicht und im Mai 2016 auf CD. Das auf dem Soundtrack enthaltene Lied Drift and Fall Again wurde im Dezember 2016 als Anwärter bei der Oscarverleihung 2017 in der Kategorie Bester Filmsong in die Kandidatenliste (Longlist) aufgenommen, aus denen die Mitglieder der Akademie die offiziellen Nominierungen bestimmten.
Titelliste des Soundtracks
1. Drift and Fall Again – Madsonik (featuring Lola Marsh)
2. Criminal (Madsonik Remix)
3. Pope
4. Division
5. Distant Memories
6. By The Sword
7. Chained
8. Waves of Intuition
9. Regress
10. Chrono
11. You Remember
12. Jericho
13. Time and Adoration
14. Fixer
15. Resilience
16. The Real Jericho
17. Inexorable
18. Culmination
19. Drift and Fall Again – Madsonik (featuring Lola Marsh, Kill-the-Noise-Remix)

### Veröffentlichung
Ursprünglich sollte der Film am 22. Januar 2016 in den Vereinigten Staaten sowie am 29. Januar 2016 in Großbritannien veröffentlicht werden. Am 3. August 2015 wurde der Veröffentlichungstermin jedoch auf den 15. April 2016 verschoben.

## Kritik
Das Lexikon des Internationalen Films bewertete den Film mit drei von fünf möglichen Sternen und urteilte lobend, er sei ein „spannender, aktionsreicher Science-Fiction-Thriller mit einer interessanten (Anti-)Heldenfigur und einem überzeugenden Hauptdarsteller.“
Ganz anders fiel die Meinung von Andrew Barker im US-Unterhaltungsmagazin Variety aus, demzufolge der Film „unglücklicherweise“ bis zu einer Stelle gelange, die man am besten als „das obere Ende des Fassbodens“ beschreiben könne: „eine mürrische, einschlagende Erfahrung ohne wirklichen Witz, Einfallsreichtum oder Spannung, aber mit genügend professionellem Glanz und einer ausreichend aufgestellten Besetzung, um ein paar Nischenplätze im Ausland und auf Video-on-Demand zu erreichen.“
Christopher Diekhaus bei kino-zeit.de kritisiert: „Moralische Fragen, die sich im Zuge der Handlung auftun, werden gestreift, allerdings nicht ernsthaft in den Blick genommen, womit der Film die Gelegenheit verpasst, sich zumindest ein wenig vom anspruchslosen Genredurchschnitt abzuheben.“